# Ямское поле
Ямское поле — популярный топоним, распространенное название улиц русских городов. Сочетает две корневые основы — «ям» и «поле». Ямом называли почтовые станции, где содержались лошади и постоянно проживали их кучера — ямщики. Развитию ямщицкого хозяйства благоприятствовало то, что оно было хорошо обеспечено основной тягловой силой — лошадьми. При крупных городах ямщики проживали в своих ямских слободах, что нашло отражение в названиях улиц. Ямским людям платили жалованье и предоставлялись пашенные и сенокосные угодья, с которых они не платили податей. Поэтому смысл понятия «ямское поле» — пашенная земля или сенокос при яме, ямской слободе. Также «ямское поле» может означать любое поле, где была ямская стоянка.

## Ямские поля в Москве
- Рогожское ямское поле[5]
- Тверское ямское поле[6][7]
- Переяславское ямское поле — 1-я Ямская улица, Мещанская[8]